# ميتسونوري ياماو
ميتسونوري ياماو (باليابانية: 山尾 光則) (مواليد 13 أبريل 1973)، هو لاعب كرة قدم ياباني سابق كان يلعب كمدافع.

## وصلات خارجية
- ميتسونوري ياماو على موقع رابطة كرة القدم اليابانية للمحترفين (اليابانية)
- ميتسونوري ياماو على موقع عالم كرة القدم.نت (الإنجليزية)